# Nota bene

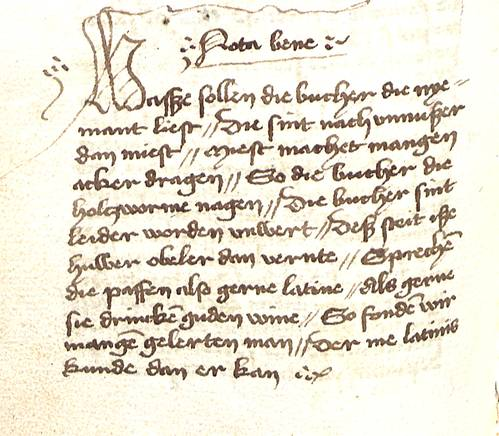
Nota bene

Nota bene é uma locução latina que significa "note bem", no sentido de "preste atenção". Atualmente é comum encontrá-la quando o escritor ou tradutor deseja chamar atenção do leitor sobre algum ponto ou detalhe. Normalmente aparece abreviada como N.B.
Gramaticalmente, é formada com o imperativo do verbo notāre (notar) e o advérbio bene (bem).